# Eleanor Williams
Eleanor "Ellie" Williams, född 26 november 2000, är en brittisk brottsling som 2023 dömdes till åtta och halvt år i fängelse för att ha ha lämnat falska vittnesmål och för att ha förlett allmänheten och rättssystemet.

## Bakgrund
År 2020 publicerade den då 20-åriga Williams ett inlägg på Facebook där hon påstod att hon hade blivit brutalt misshandlad och utnyttjad av ett asiatiskt grooming-gäng. Inlägget, som också innehöll bilder på hennes skador, blev viralt och ledde till stora reaktioner såväl lokalt som nationellt. Hennes påståenden väckte starka känslor. Inte minst eftersom de anklagade tillhörde minoritetsgrupper. Det ledde till protester, hot och till och med våldsamma attacker mot oskyldiga personer från de utpekade minoritetsgrupperna. Efter en omfattande polisundersökning visade det sig att hennes berättelser var påhittad. Bevis visade att hon hade skadat sig själv och fabricerat bevis.
I januari 2023 dömdes Eleanor Williams till 8,5 års fängelse för att ha lämnat falska vittnesmål och för att ha förlett allmänheten och rättssystemet. Fallet och rättegången väckte stor uppmärksamhet då det blev klart hur allvarliga konsekvenser falska anklagelser kan ha. Både för de felaktigt anklagade och för verkliga offer för människohandel och sexuella övergrepp, som riskerar att inte bli tagna på allvar.
Den brittiska dokumentärserien Groominglögnens offer handlar om fallet.